# 高気圧ガール
「高気圧ガール」（こうきあつガール）は、1983年4月23日に発売された山下達郎通算10作目のシングル。

## 解説
「高気圧ガール」はアルバム『MELODIES』からの先行シングルで、全日空沖縄キャンペーン・ソングとして制作された。後にベスト・アルバム『TREASURES』とオールタイム・ベスト『OPUS 〜ALL TIME BEST 1975-2012〜』にそれぞれ収録された。後に山下は『TREASURES』のライナーノーツで「ポリリズムやコード進行などに凝っていた時代の、典型的山下達郎サウンドです。イントロをアカペラとパーカッションでスタートするアイデアはずっと前から持っていましたが、実際に試みたのはこの曲が最初です。高気圧の溜息は竹内まりやですが、どこの誰と明かしてしまうと夢がなくなってつまらないと思い、今まで黙っていました」と書いている。また、『MELODIES』には当初、イントロをアカペラだけでスタートし、アカペラとパーカッションでフェイド・アウトする、エンディングがシングルより長いロング・ヴァージョンが収録される予定だったが、シングル・ヴァージョンのイントロの方がインパクトがあること。また、総演奏時間が伸びてディスク・カッティングに影響が出ることを考慮して見送られた。後に『MELODIES 30th Anniversary Edition』のボーナス・トラックとして収録された。2011年には、CMソングに使用されたことを受け、シングル「愛してるって言えなくたって」に、23年振りにライヴで歌ったという“PERFORMANCE 2008-2009”からのライブ・ヴァージョンが収録された。
「DARLIN'」はザ・ビーチ・ボーイズ1967年のアルバム『ワイルド・ハニー』収録曲のカバー。カバー曲は全てのパートを自分ひとりで演奏するというコンセプトを踏襲し、ホーン・セクション以外のパートを山下自身が演奏している。元々この曲はマイク・ラヴ作詞、ブライアン・ウィルソン作曲・プロデュースで1964年7月に発表されたシャロン・マリー（Sharon Marie）のシングル「THINKIN' 'BOUT YOU BABY」の改作。その経緯を踏まえて山下は、コーダで“THINKIN' 'BOUT YOU BABY”の一節が加えられている。この曲は後にサウンドトラック『BIG WAVE』に収録された。
このシングル以降、全ての作品はムーン・レーベルよりリリースされることになる。

## 収録曲

### SIDE A
1. 高気圧ガール  –  (4'20")
  - 作詞 · 作曲 ⁄ 山下達郎
  - ©1983 SMILE PUBLISHERS INC.
  - 1983年 全日空リゾートピア沖縄(4/1〜6/30)キャンペーン・イメージソング

### SIDE B
1. DARLIN'  –  (3'27")
作詞 · 作曲 ⁄ Brian Wilson · Mike Love

## クレジット
- PRODUCED & ARRANGED BY TATSURO YAMASHITA

## レコーディング

### 高気圧ガール
- Tatsuro Yamashita : E.Guitar, Background Vocals
- Jun Aoyama : Drums
- Kohki Itoh : Bass
- Hiroyuki Namba : E.Piano, A.Piano
- Satoshi Nakamura : OBX-a
- Motoya Hamaguchi : Percussion
- Keiko Yamakawa : Harp
- Kokiatsu-Girls & a Boy : Mariya Takeuchi, Kumi Sano, Manaho Mori, Kazuhito Murata

### DARLIN'
- All instruments played by Tats Yamashita

## タイアップ

### 高気圧ガール
- 全日空リゾートピア沖縄キャンペーン(1983年)
- アサヒSlat (2011年)
- スバル・インプレッサ (2015年)

## リリース日一覧
| 地域 | タイトル               | リリース日    | レーベル         | 規格               | 品番     | 備考 |
| ---- | ---------------------- | ------------- | ---------------- | ------------------ | -------- | ---- |
| 日本 | 高気圧ガール ⁄ DARLIN' | 1983年4月23日 | MOON ⁄ ALFA MOON | 7"シングルレコード | MOON-706 |      |

## 収録アルバム

### 高気圧ガール
| # | タイトル                         | リリース日     | レーベル                  | 規格        | 品番                                                  | 備考                                   |
| - | -------------------------------- | -------------- | ------------------------- | ----------- | ----------------------------------------------------- | -------------------------------------- |
| 1 | MELODIES                         | 1983年6月8日   | MOON ⁄ ALFA MOON          | LP          | MOON-28008                                            |                                        |
| 1 | MELODIES                         | 1983年6月8日   | MOON ⁄ ALFA MOON          | CT          | MOCT-28008                                            | カセット同時発売。アナログLPと同内容。 |
| 2 | TREASURES                        | 1995年11月18日 | MOON ⁄ east west japan    | CD          | AMCM-4240                                             | ムーン・レーベル初のベスト・アルバム   |
| 2 | TREASURES                        | 1999年6月2日   | MOON ⁄ WARNER MUSIC JAPAN | CD          | WPCV-10028                                            | 品番改定によるイーストウエスト盤の再発 |
| 3 | OPUS 〜ALL TIME BEST 1975-2012〜 | 2012年9月26日  | MOON ⁄ WARNER MUSIC JAPAN | - 4CD - 3CD | - WPCL-11201/4【初回限定盤】 - WPCL-11205/7【通常盤】 | オールタイム・ベスト                   |
| 4 | COME ALONG 3                     | 2017年8月2日   | MOON ⁄ WARNER MUSIC JAPAN | CD          | WPCL-12690                                            | コンピレーション・アルバム             |

### DARLIN'
| # | タイトル | リリース日    | レーベル         | 規格 | 品番       | 備考                                   |
| - | -------- | ------------- | ---------------- | ---- | ---------- | -------------------------------------- |
| 1 | BIG WAVE | 1984年6月20日 | MOON ⁄ ALFA MOON | LP   | MOON-28019 |                                        |
| 1 | BIG WAVE | 1984年6月20日 | MOON ⁄ ALFA MOON | CT   | MOCT-28012 | カセット同時発売。アナログLPと同内容。 |